# Yverdon-les-Bains
Yverdon-les-Bains er en by i det vestlige Schweiz med 30.157 (2018) indbyggere. Byen ligger i Canton de Vaud, en del af Romandiet, midt i Jurabjergene, og ved den sydlige bred af Neuchâtelsøen.